# Death in Vegas
Death in Vegas — англійський гурт. За час існування музикантів надихав широкий диапазон стилів: психоделічний рок, електронна музика, краут-рок, даб, індастріал, звучання гурту постійно змінюється від мінімал техно до традиційного 'рокового'  живого звуку та електроніки. Створений у 1994 році Ричардом Фірлесом та Стівом Ґілером, з Concrete Records вони підписали контракт під назвою "Dead Elvis", але на той час вже існував ірландський лейбл під такою назвою і Dead Elvis став назвою їх першого альбому.

## Учасники гурту

### На поточний час
Ричард Фірлес - продюсер, композиція, електроніка (з 1994-до тепер)

### Колишні учасники
- Tim Holmes - co-продюсер, інженірінг, мікшування (1996-2004)
- Стів Ґілер - co-продюсер, інженірінг, мікшування (1996-1999)
- Ian Button - гітари (1996-2011)
- Terry Miles - клавішні (2002-2004)
- Danny Hammond - гітари (2002-2004)
- Seamus Beaghen - клавішні (1996-2002)
- Mat Flint - бас (1996-2005, 2011)
- Dave Neale - ударні (2011)
- Dominic Keane - бас (2011)
- Simon Hanson (Squeeze, Planet Funk) - ударні (1996-2004)

## Дискографія

### Студійні альбоми
1997: Dead Elvis
   1999: The Contino Sessions
   2003: Scorpio Rising
   2004: Satan’s Circus
   2011: Trans-Love Energies
   2016: Transmission

### Збірки
Back to Mine Vol. 16 (січень 2004) як частина the Back to Mine series.
   Milk It: The Best of Death in Vegas (лютий 2005)
   FabricLive.23 (серпень 2005)
   The Best of Death in Vegas (жовтень 2007)